# 2237 Melnikov
2237 Melnikov eller 1938 TB är en asteroid i huvudbältet, som upptäcktes 2 oktober 1938 av den ryske astronomen Grigorij N. Neujmin vid Simeiz-observatoriet på Krim. Den har fått sitt namn efter den ryske astronomen Oleg A. Melnikov.
Asteroiden har en diameter på ungefär 21 kilometer och den tillhör asteroidgruppen Themis.